# Židovská čtvrť (Dolní Kounice)
Židovská čtvrť v Dolních Kounicích je bývalé židovské sídliště na západním okraji města Dolní Kounice v okrese Brno-venkov. Je tvořena ulicemi U Škrobárny, U Synagogy a Skalní. Původní židovské osídlení vzniklo nejpozději v polovině 15. století na východním okraji městečka, současná čtvrť byla založena v polovině 17. století. Na přelomu 17. a 18. století měla velký význam, stávala se místem sjezdů rabínů židovských obcí z celé Moravy. Od roku 1850 zde fungovala samostatná a samosprávná židovská politická obec, která byla v roce 1919 sloučena s Dolními Kounicemi.

## Historie

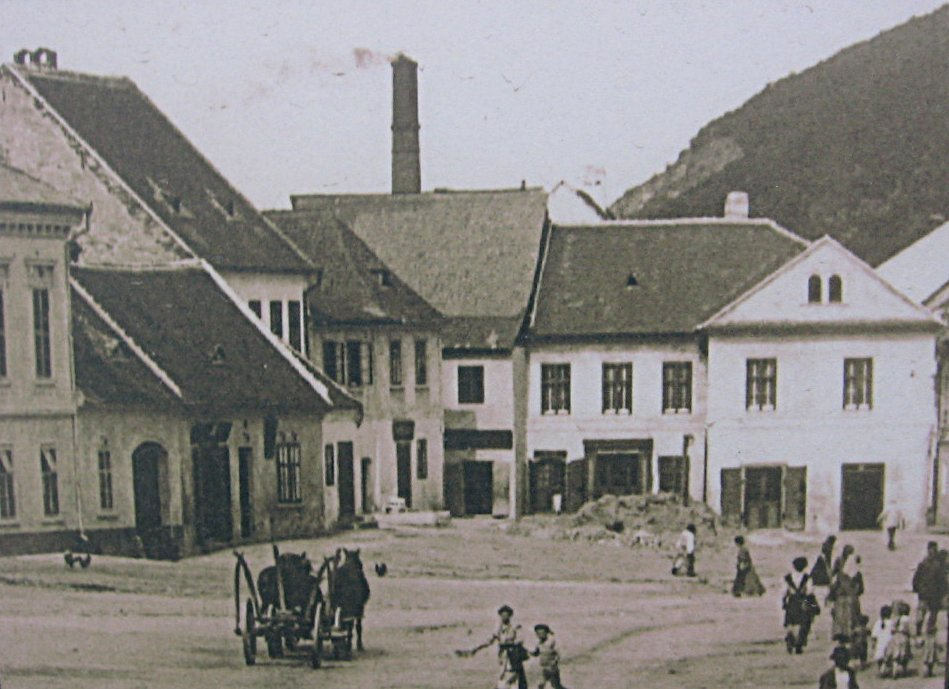
Dnes již neexistující židovské domy na západní straně Masarykova náměstí (1913)

První zpráva o Židech v Dolních Kounicích pochází z roku 1454. Židé v Dolních Kounicích nejprve obývali východní okraj městečka v okolí pravlovské brány a dnešní Růžové ulice. Počet domů v této čtvrti se odhaduje na dvacet. Za třicetileté války celé městečko i se židovskou čtvrtí zničila švédská vojska. Zbylí Židé se rozhodli zpustošené místo opustit a se svolením vrchnosti se přestěhovali na opačný, západní okraj Kounic, do prostoru mezi západním okrajem Masarykova náměstí, nábřežím Jihlavy a Šibeničním vrchem při poměrně frekventované cestě na Nové Bránice (tehdy Německé Bránice). Tento prostor byl hustě zastavěn několika bloky domů s úzkými uličkami a průčelími obrácenými dovnitř čtvrti, která tak vytvářela do sebe uzavřený celek. Vznikla zde také místní synagoga. Odtud vedla mezi domy pěšina nahoru do svahu Šibeniční hory, kde byl roku 1680 založen židovský hřbitov.
Čtvrť byla zastavěna malými jedno- a dvoupodlažními domky s malými dvorky, bez hospodářského příslušenství a zahrad, domy dále (resp. výše) od řeky měly dlouhé sklepy. Jádra starších domů byla barokní, domy však byly od té doby mnohokrát přestavěny po četných požárech, v některých z nich však dodnes jsou patrné staré klenby a zbytky fasád. Ve čtvrti byla škola, špitál s chudobincem, rabinát, masné krámy, rituální lázeň mikve, prodejní krámy, řemeslnické dílny a čtyři hostince. Z veřejných studní se dodnes zachovaly dvě. Ulice byly vydlážděny až v polovině 19. století kočičími hlavami. Na okraji čtvrti ve svahu Šibeniční hory byla cihelna.
V roce 1667 bylo ve čtvrti 16 domů, stejný počet o století později, v roce 1787 32 domů, v roce 1890 bylo udáváno 76 domů (údaje nejsou vzhledem k daňovému zatížení a rozdělování domů na více částí spolehlivé). Vývoj čtvrti narušovaly války, požáry, povodeň v roce 1862. V 19. století začal stavební vzhled ovlivňovat rozvoj Fischerovy škrobárny, která postupně pohltila sousední domy v dolní ulici (ulice U Škrobárny). V 50. letech 20. století byly kvůli stavbě kulturního domu zbořeny domy v severovýchodní části ghetta, v 70. letech část domů na východě kvůli autobusovému nádraží. Z původních 82 domů čtvrti dnes stojí 35 budov.
V roce 1850 vznikla politická obec Kounice Židovské Město, která vykonávala samosprávu v kounické židovské čtvrti. Od 70. let 19. století byla dočasně součástí Dolních Kounic, osamostatnila se opět v 80. letech 19. století, tentokrát pod názvem Dolní Kounice Židovská Obec. V roce 1919 byla definitivně sloučena s Dolními Kounicemi. V době, kdy čtvrť byla samostatnou politickou obcí, se obecní radnice nacházela mimo vlastní židovské osídlení, na hlavním kounickém náměstí.

## Obyvatelstvo
Počátek židovského osídlení Dolních Kounic je spojen s rokem 1454, kdy byli vypovězeni Židé z moravských královských měst (do Kounic přišli především z Brna a Znojma). Je nicméně možné, že některé židovské rodiny do Kounic přišly již dříve, po pronásledování Židů v Německu v druhé polovině 14. století. Nejstarší doklady o židovské obci pocházejí ze 16. století, kdy se obyvatelé živili převážně obchodem, též vlastnili vinohrady, což byla místní zvláštnost. Po třicetileté válce přicházeli Židé i z Polska, Dolního Rakouska, Německa, a dokonce i Norska.
Jako v jiných židovských ghettech byl úředně povolen nejvyšší počet rodin, v Dolních Kounicích to bylo 111 rodin. Ostatní žili v neuznaných svazcích nebo se stěhovali pryč, nejčastěji do Uher. V 17. a 18. století tvořila hlavní zdroj obživy řemesla, doložena jsou: obchodníci, řezníci, sklenáři, krejčí, pekaři, ševci, palírník, záplatovač, zlatník, košerák (zabíjel zvířata podle náboženských předpisů), školník, učitel, krupařka, výrobce holí, v provozu byla i koželužna a potašárna, koncem 19. a ve 20. století fungovala škrobárna, kamenolom (mimo území čtvrti) a výroba perleťových knoflíků.
Záznamy z roku 1605 uvádějí sedm židovských rodin, v roce 1790 bylo ve čtvrti 439 Židů, v roce 1850 649 Židů. V roce 1848 získali Židé plná občanská práva a začalo jejich vystěhovávání a tím pokles počtu židovských obyvatel čtvrti. V roce 1880 jich v ní žilo 285 Židů, roku 1900 106 a roce 1930 53 Židů. Druhou světovou válku přežili dva kouničtí Židé.
| Rok            | 1869 | 1880 | 1890 | 1900 | 1910 | 1921 | 1930 | 1950 | 1961 | 1970 | 1980 | 1991 | 2001 | 2011 | 2021 |
| -------------- | ---- | ---- | ---- | ---- | ---- | ---- | ---- | ---- | ---- | ---- | ---- | ---- | ---- | ---- | ---- |
| Počet obyvatel | 402  | 381  | 349  | 379  | 337  | —    | —    | —    | —    | —    | —    | —    | —    | —    | —    |
| Počet domů     | 78   | 76   | 76   | 64   | 69   | —    | —    | —    | —    | —    | —    | —    | —    | —    | —    |

Vývoj počtu obyvatel

## Stavby

### Synagoga
Původní synagoga byla zbořena s celou původní čtvrtí za třicetileté války. Současná modlitebna je raně barokní, pochází z let 1652–1656 a vytváří centrum židovské čtvrti. V polovině 19. století byl přistavěn jižní trakt s ženskou tribunou v patře. Synagoga sloužila svému účelu do počátku 40. let 20. století. Po druhé světové válce byla využívána jako sklad. V 90. letech 20. století byla zrekonstruována a slouží k výstavním a koncertním účelům.

### Židovský hřbitov

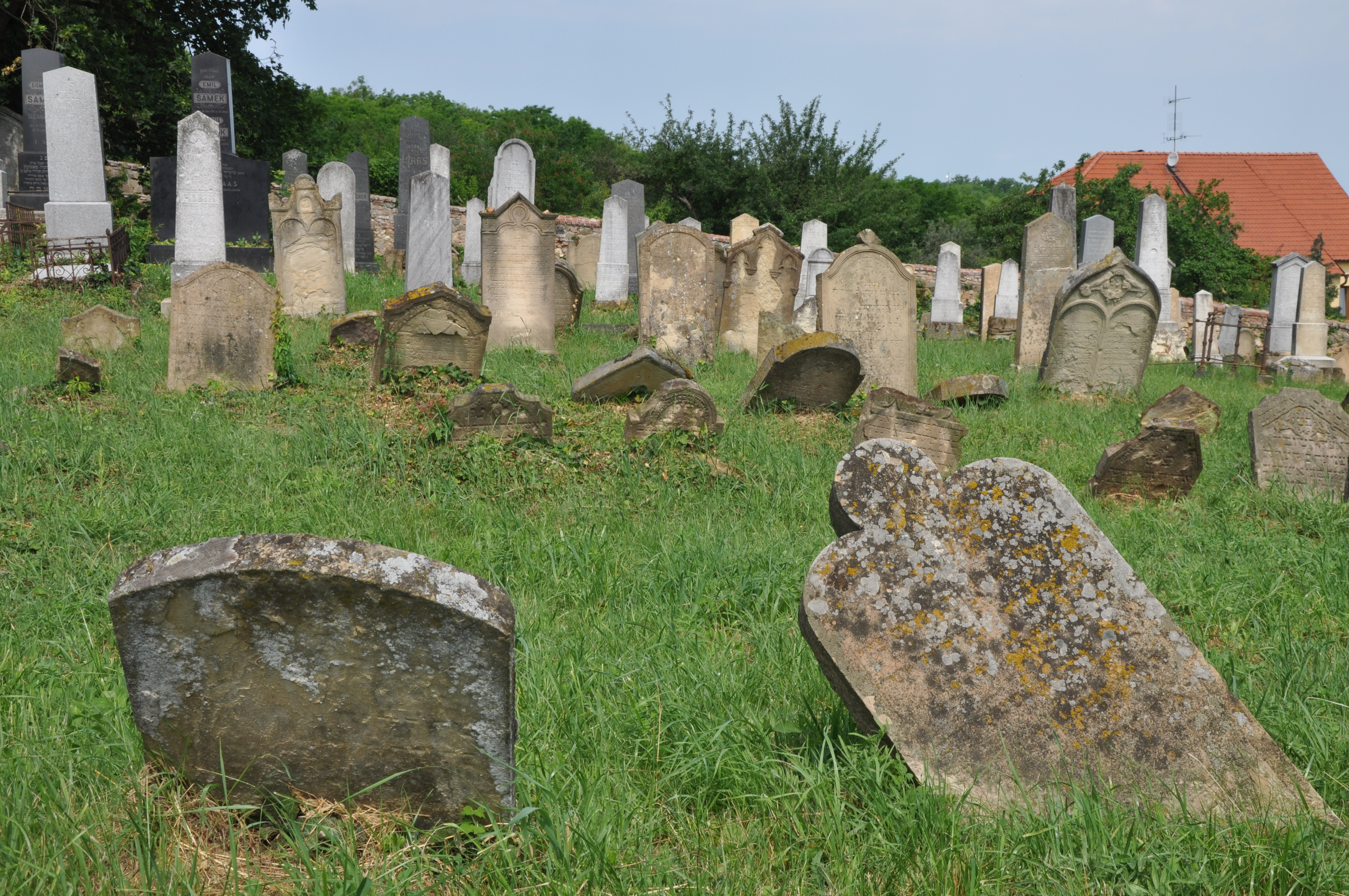
Židovský hřbitov v Dolních Kounicích

Židovský hřbitov se nachází nad čtvrtí, na severním na svahu Šibeniční hory, v těsné blízkosti kounického hřbitova. Přístup k němu donedávna byl úzkou a strmou pěšinkou mezi domy a zahradami, později se chodilo oklikou přes celé městečko po cestě na Trboušany a od ní po vrstevnici. Hřbitov má charakter louky, po níž jsou rozesety náhrobky. Dochované náhrobky sahají od konce 17. století (1688) do druhé světové války (1940). Starší jsou soustředěny v jižní části, novější především na západním okraji. Původně jednoduchá výzdoba se rozhojňovala, od poloviny 19. století se na nich rozšířila němčina místo původní hebrejštiny a vzhled náhrobků napodoboval křesťanské.